# Zhumadian
Zhumadian (xinès simplificat: 驻马店; xinès tradicional: 駐馬店; pinyin: Zhùmǎdiàn; postal: Chumatien) és una ciutat a nivell de prefectura al sud de la província de Henan, a la República Popular de la Xina. Limita amb Xinyang al sud, Nanyang a l'oest, Pingdingshan al nord-oest, Luohe al nord, Zhoukou al nord-est i la província d'Anhui a l'est.
Segons el cens xinès del 2020, la seva població total era de 7.008.427 habitants dels quals 1.466.913 vivien a la zona urbanitzada (o metropolitana) formada pel districte de Yicheng i el comtat de Suiping ara conurbats.
Va ser el centre de l'estat de Cai durant l'era de Zhou oriental. L'estat deixa el seu nom en diverses de les subdivisions, com ara el comtat de Shangcai i el comtat de Xincai.

## Geografia

### Clima
Zhumadian té un clima subtropical humit de quatre estacions, influït pel monsó (Köppen Cwa), amb hiverns freds, una mica humits i estius calorosos i humits. La temperatura mitjana mensual oscil·la entre 1,5 °C al gener i 27,3 °C al juliol, mentre que la mitjana anual és de 15,15 °C. Més del 60% de la precipitació anual de 990 mm es produeix de juny a setembre. Amb un percentatge mensual de sol possible que oscil·la entre el 39% al març i el 46% en quatre mesos diferents, la ciutat rep 1.927 hores de sol anualment.